# Jan Kuryszko

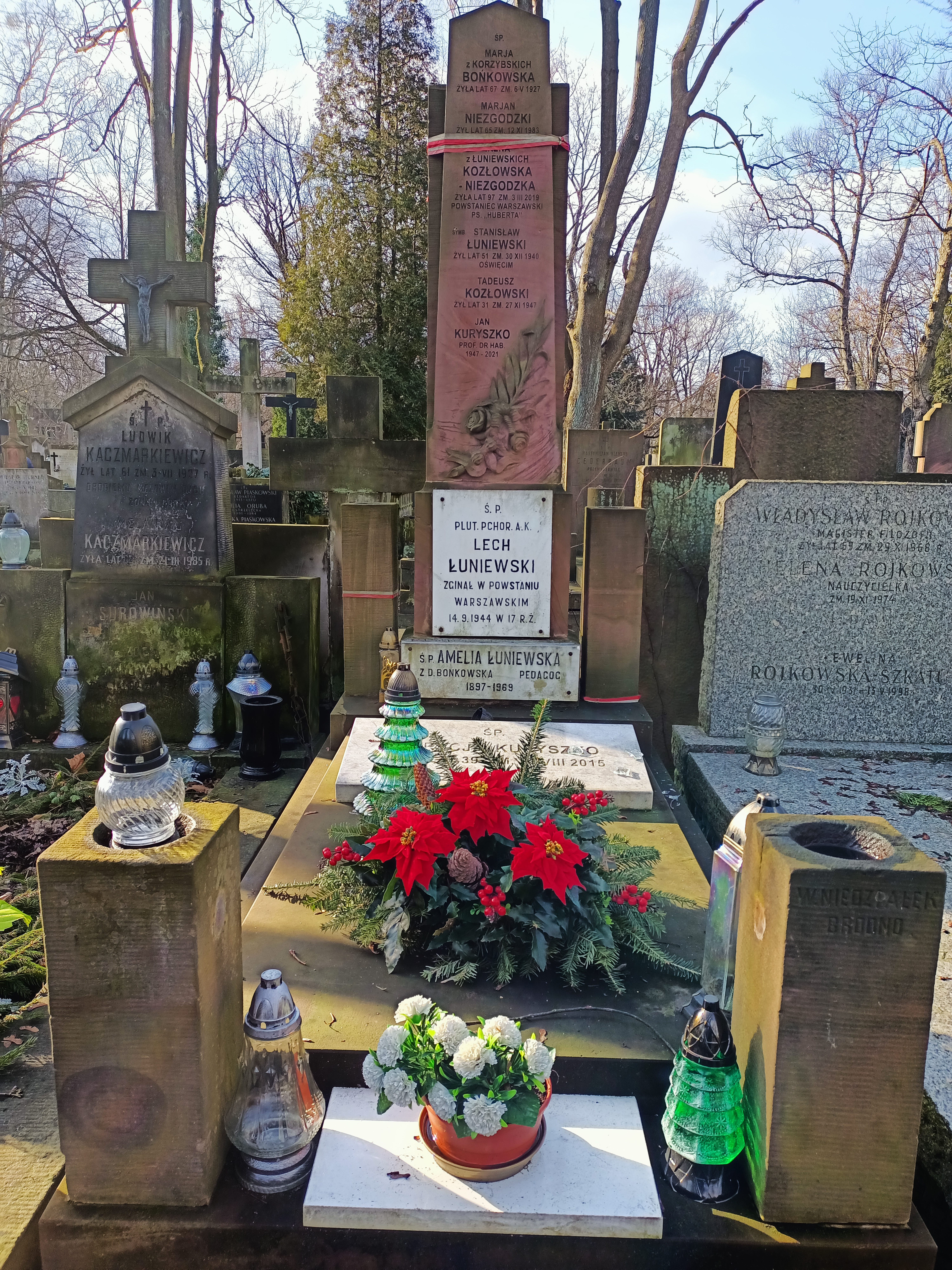
Grób Jana Kuryszko na Cmentarzu Powązkowskim

Jan Kuryszko (ur. 4 września 1947 w Lubrzy, zm. 29 października 2021) – polski lekarz weterynarii, profesor nauk weterynaryjnych.

## Życiorys
W latach 1961–1966 uczęszczał do Zespołu Szkół Rolniczych w Prudniku. W 1974 roku ukończył studia weterynaryjne w ówczesnej Wyższej Szkole Rolniczej we Wrocławiu. W 1982 roku uzyskał stopień naukowy doktora, a w 1990 roku doktora habilitowanego nauk weterynaryjnych w zakresie histologii i embriologii. W 1996 otrzymał tytuł profesora zwyczajnego nauk weterynaryjnych. Pełnił funkcję  kierownika Katedry Biostruktury i Fizjologii Zwierząt oraz Zakładu Histologii i Embriologii Uniwersytetu Przyrodniczego we Wrocławiu. Był autorem 3 książek i ponad 100 prac naukowych (z których wiele zostało przetłumaczonych na języki obce).